# Josep Miquel Vidal i Hernández
Josep Miquel Vidal Hernández (* 1939 in Maó; † 9. Januar 2013 ebenda) war ein spanischer Physiker, Forscher und Autor, der von der Insel Menorca stammte.

## Leben
Vidal studierte Mathematik und Physik an der Universität von Barcelona, sein Studium schloss er 1968 mit dem Diplom ab. 1970 bis 1974 war er Professor für Festkörper-Physik an der Universität von Barcelona.
Vidal war Gründer der Enciclopèdia de Menorca und seit 1977 wissenschaftlicher Koordinator des Instituts für Menorca-Studien. 1986 wurde er vollwertiges Mitglied der katalanischen Gesellschaft für Physik, Sektion Physik, Chemie und Mathematik. Seit 1991 war Vidal Mitglied der Society of History of Science und seit 1997 Mitglied des Vorstandes. Er war seit 1986 vollwertiges Mitglied der Abteilung für Wissenschaft und Technologie am Institut Menorquí d’Estudis (IME) und bis zu seinem Tode dessen Direktor.
Seit 1998 war Vidal Hernández Mitglied des Netzwerkes Geschichte der Wissenschaft. Von 1996 bis 1999 war er Mitglied des Akademischen Rates der Internationalen Universität Isla del Rey (Acadèmic de la Universitat Internacional d’Estiu Illa del Rei). Seit 2001 war er Mitglied des Akademischen Rates Acadèmic de l’Escola de Salut Pública del Llatzeret de Maó.
Vidal war seit Sommer 2002 Mitglied des Vorstands der Universität Catalana sowie seit 2003 Mitglied der Königlichen Akademie für Medizin der Balearen (La Reial Acadèmia de Medicina de les Illes Balears).
Er war Autor verschiedener kollektiver Bücher und verfasste zahlreiche medizinische und historische Texte in verschiedenen Zeitschriften.
Vidal war Koordinator für Geschichte der Wissenschaft und Technologie auf den Balearen. Er veröffentlichte auch mehrere Artikel über Astronomie und Meteorologie in der Gran Enciclopedia Catalana, der Universal-Enzyklopädie Geschichte der Wissenschaften im Verlag Editorial Planeta, Barcelona.

## Auszeichnungen
- 2006 wurde er mit dem Ramon-Llull-Preis ausgezeichnet.

## Werke
- Enciclopedia De Menorca, Verlag: Obra Cultural Balear de Menorca, ISBN 978-84-600-1438-6
- Les ciències naturals en la història de Menorca, ISSN 1133-3987, Nº. 58, 2008
- La medicina a Menorca en el segle XVIII, ISSN 0210-5993, Nº. 60, 2008
- Correspondència entre científics i història de la ciència, ISSN 0213-1471, Vol. 21, Nº. 53–54, 2006
- Els inicis dels estudis meteorològics a Menorca (1739–1850), ISSN 1139-2169, Nº 1, 1998
- Las ciencias naturales en Menorca a lo largo del siglo XIX, ISSN 0213-4306, Nº Extra 9, 1997
- El lazareto de Mahón y la sanidad en los puertos españoles a principios del siglo XIX, ISBN 84-95486-67-9
- L’ensenyament de les Ciències de la Salut a les Illes Balears des de la Conquesta fins a la Guerra Civil, ISBN 978-84-606-4749-2

## Presseartikel
- Artikel UIB Palma (PDF; 57 kB)